# Henk Drost
Hendrik (Henk) Drost (Dedemsvaart, 6 januari 1921 - Woeste Hoeve, 8 maart 1945) was een Nederlandse verzetsstrijder in de Tweede Wereldoorlog. Hij was de leider van de Knokploeg-Olst. Hij werd op 8 maart 1945 geëxecuteerd door de Duitsers, als wraak vanwege een aanslag op Hanns Rauter, de Duitse leider van de politie in Nederland.

## Levensloop
Drost was de zoon van landbouwer Simon Drost en Catharina van Haeringen. Hij studeerde aan de Mulo in Dedemsvaart. Daarna volgde hij een tweejarige cursus aan de Christelijke Landbouwwinterschool in Hardenberg. In diezelfde periode werkte hij op de boerderij van zijn ouders. Van huis uit was Drost lid van de Gereformeerde Kerken in Nederland. Hij had zelf een sterk doorleeft geloof.
Begin februari 1943 kreeg Drost een aanstelling als assistent-landbouwvoorlichter in Olst, waar hij naartoe verhuisde. In december 1943 verhuisde hij naar het verderop gelegen Diepenveen. Hij kwam als kostganger terecht bij Anne van de Wal, ouderling van de Gereformeerde Kerk in Deventer. Van de Wal zamelde bij leden van de kerk geld in voor de opvang van onderduikers die zich aan de arbeidsdienst in Duitsland probeerden te onttrekken. Mogelijk raakte Drost via Van de Wal betrokken bij het georganiseerde verzet. Hij trad toe tot de Geheime Dienst Nederland, die militaire inlichtingen verzamelde en doorgaf aan Engeland. Verder was hij actief als betaalmeester van het Nationaal Steunfonds.
Drost stond in juni 1944 aan de basis van de oprichting van de Knokploeg-Olst. Hij verhuisde daarom terug naar Olst. De meeste leden van de knokploeg waren van rooms-katholieke huize en afkomstig uit Boskamp. Waarschijnlijk  kreeg hij hulp van de daar wonende verzetsman Herman Vlaskamp. In eerste instantie had de knokploeg niet veel te doen. Het was de bedoeling dat zij pas in actie zou komen bij nadering van geallieerde troepen. Zij konden het de Duitsers dan lastig maken door middel van sabotageacties zoals het ontregelen van treinen en doorsnijden van telefoonlijnen. Het ontbrak de knokploeg aan wapens en munitie.
De knokploeg kwam pas in september 1944 in actie. Eerst kreeg de groep wapens die afkomstig waren van een dropping in de buurt van Nijverdal. Drost en zijn metgezellen pleegden drie aanslagen op de spoorlijn tussen Wijhe en Deventer. In de nacht van 6 op 7 september ontspoorden een locomotief en enkele wagons doordat de verbindingsplaten van een rail waren losgeschroefd. Het treinverkeer werd echter snel hervat. Een tweede poging, een nacht later, om meer schade aan te richten mislukte omdat de springlading werd ontdekt. Deze was bovendien verkeerd geplaatst, waardoor de treinen gewoon erover konden rijden. Drost was ervoor om de rails over een grotere afstand op te breken, maar dat plan ging niet door uit angst voor Duitse represailles. In diezelfde periode beschadigde de groep van Drost tweemaal de ondergrondse telefoonkabels in Duur.
In september 1944 werd een nationale spoorwegstaking uitgeroepen. In Olst bleven veel NS'ers op hun post. Pas nadat het plaatselijke station was beschoten, legden zij het werk neer. Dat betekende wel dat zij moesten onderduiken en dat hun gezinnen door het verzet financieel ondersteund moesten worden. Dat was een grote financiële last voor het verzet. Drost nam in oktober 1944 deel aan de overval op ten minste één "Duitsgezinde" boer, hoewel na de oorlog werd geconstateerd dat er niets op het gezin was aan te merken.
Het doek viel voor Drost op 2 december 1944. Het is niet duidelijk hoe de Duitsers zijn betrokkenheid bij het verzet hadden achterhaald. Otto Lange, medewerker bij de Sicherheitsdienst verklaarde na de oorlog dat hij niet wist "hoe wij aan Drost zijn gekomen". Drost werd aangehouden in zijn woning aan het Fabriekspad in Olst. Daarbij werd veel belastend materiaal gevonden, waaronder een kaart met alle contacten van de groep in de regio en het dagboek van Drost. Als gevolg daarvan werden de dagen daarna zeven leden en betrokkenen van en rondom de knokploeg aangehouden: Ries van Arkel, Aaldert Geerts, Lammy Geerts en Jan Schamhart. De Duitsers kregen de knokploegleden Bernhard en Gerard ten Have niet te pakken. In plaats daarvan werd hun vader Hein ten Have (bakker op de Boskamp), hun oudste broer Johan en een bakkersknecht gearresteerd. Het dagboek werd na de oorlog teruggegeven aan de familie.
De gevangenen werden overgebracht naar de Oxerhof, een landgoed in Colmschate, waar ze werden tewerkgesteld. Iedereen werd uiteindelijk vrijgelaten, op Drost en Schamhart na. Aaldert Geerts werd later in Zwolle opnieuw opgepakt en geëxecuteerd.
In de nacht van 6 op 7 maart 1945 raakte de SS-officier Hanns Albin Rauter, de Duitse leider van de politie in Nederland, bij de Woeste Hoeve op de oostelijke Veluwe zwaargewond bij een toevallige aanslag. Op 8 maart 1945 executeerden de Duitse bezetters als wraak 117 gevangenen bij de plaats van de aanslag. Onder de slachtoffers waren Drost en Schamhart.

## Na de oorlog
- Na de oorlog werd Drost herbegraven in het Achterveld bij Dedemsvaart.
- Per Koninklijk Besluit van 5 december 1952 werd aan Drost postuum het Kruis van verdienste toegekend.[2]
- In Olst is de Hendrik Droststraat naar hem vernoemd.